# Cymru Alliance 2000–01
Cymru Alliance 2000–01 là mùa giải thứ mười một của Cymru Alliance kể từ khi thành lập năm 1990. Đội vô địch là Caernarfon Town.

## Bảng xếp hạng
| XH | Đội                 | Tr | T  | H | T  | BT  | BB | HS  | Đ    | Lên hay xuống hạng          |
| -- | ------------------- | -- | -- | - | -- | --- | -- | --- | ---- | --------------------------- |
| 1  | Caernarfon Town (C) | 32 | 24 | 4 | 4  | 105 | 29 | +76 | 76   | Lên chơi tạiLeague of Wales |
| 2  | Llangefni Town      | 30 | 20 | 5 | 5  | 67  | 34 | +33 | 65   |                             |
| 3  | Welshpool Town      | 32 | 19 | 7 | 6  | 86  | 35 | +51 | 64   |                             |
| 4  | Cemaes Bay          | 32 | 17 | 9 | 6  | 64  | 38 | +26 | 60   |                             |
| 5  | Buckley Town        | 31 | 17 | 7 | 7  | 66  | 29 | +37 | 58   |                             |
| 6  | CPD Porthmadog      | 31 | 16 | 6 | 9  | 62  | 37 | +25 | 54   |                             |
| 7  | Llandudno           | 32 | 14 | 6 | 12 | 46  | 52 | −6  | 48   |                             |
| 8  | Lex XI              | 31 | 12 | 4 | 15 | 68  | 84 | −16 | 40   |                             |
| 9  | Halkyn United       | 30 | 11 | 6 | 13 | 47  | 55 | −8  | 39   |                             |
| 10 | Holywell Town       | 32 | 11 | 6 | 15 | 47  | 69 | −22 | 39   |                             |
| 11 | Airbus UK           | 31 | 10 | 7 | 14 | 54  | 63 | −9  | 37   |                             |
| 12 | Ruthin Town         | 32 | 10 | 7 | 15 | 48  | 60 | −12 | 37   |                             |
| 13 | Holyhead Hotspur    | 31 | 10 | 6 | 15 | 59  | 76 | −17 | 36   |                             |
| 14 | Glantraeth          | 24 | 7  | 5 | 12 | 40  | 60 | −20 | 26   |                             |
| 15 | Denbigh Town        | 32 | 5  | 5 | 22 | 32  | 84 | −52 | 20   |                             |
| 16 | Brymbo Broughton    | 30 | 5  | 4 | 21 | 34  | 78 | −44 | 19   |                             |
| 17 | Flint Town United   | 32 | 6  | 4 | 22 | 43  | 85 | −42 | 013* |                             |

Nguồn: Cymru Alliance
Quy tắc xếp hạng: 1. Điểm; 2. Hiệu số bàn thắng; 3. Số bàn thắng.
*Flint Town United bị trừ 9 điểm
(VĐ) = Vô địch; (XH) = Xuống hạng; (LH) = Lên hạng; (O) = Thắng trận Play-off; (A) = Lọt vào vòng sau. 
Chỉ được áp dụng khi mùa giải chưa kết thúc: 
(Q) = Lọt vào vòng đấu cụ thể của giải đấu đã nêu; (TQ) = Giành vé dự giải đấu, nhưng chưa tới vòng đấu đã nêu.